# Công viên Safari Dubai
Công viên Safari Dubai hay Khu dã sinh Dubai (tiếng Ả Rập: حَدِيْقَة سَفَارِي دُبَي, đã Latinh hoá: Ḥadīqat Safārī Dubay) là khu dã sinh thân thiện với môi trường ở Dubai, Các Tiểu vương quốc Ả Rập Thống nhất. Nguồn năng lượng chính của công viên là năng lượng mặt trời. Công viên nằm trên Al Warqa 5 trên đường Hatta. Công viên có 2.500 động vật từ hơn 250 loài. Công viên đã thay thế Sở thú Dubai nhân kỷ niệm 50 năm. Công viên có kế hoạch tăng số lượng động vật lên 5000 vào năm 2020. Vào ngày 15 tháng 5 năm 2018, công viên đã đóng cửa để cải tạo và cải tiến và vẫn đóng cửa trong chín tháng tới.

## Lịch sử
Sở thú Dubai cũ đã được thay thế thành công viên Safari Dubai khi nó chỉ có một bộ sưu tập 1000 con vật. Công viên cũ đã phải đối mặt với những lời chỉ trích quốc tế về các điều kiện mà các động vật được giữ: Lồng, rất ít không gian, hầu như không thể di chuyển. Rõ ràng là phải có một môi trường sống rộng lớn hơn, cởi mở hơn, hiện đại hơn cho các loài động vật. Hãy nhớ rằng sự gia tăng du lịch ở Dubai, đô thị đã đưa ra quyết định tăng và kiểm duyệt sở thú Dubai. 40,8 triệu đô la phân bổ cho dự án. Dự án đã được trao cho meraas, một tập đoàn của Các Tiểu vương quốc Ả Rập Thống nhất. Parques Reunidos, một nhà điều hành động vật nổi tiếng được thuê làm người quản lý. Công viên đã được khai trương vào ngày 12 tháng 12 năm 2017, nhưng đã đóng cửa để cải tạo và cải thiện vào tháng 5 năm 2018.

## Các làng

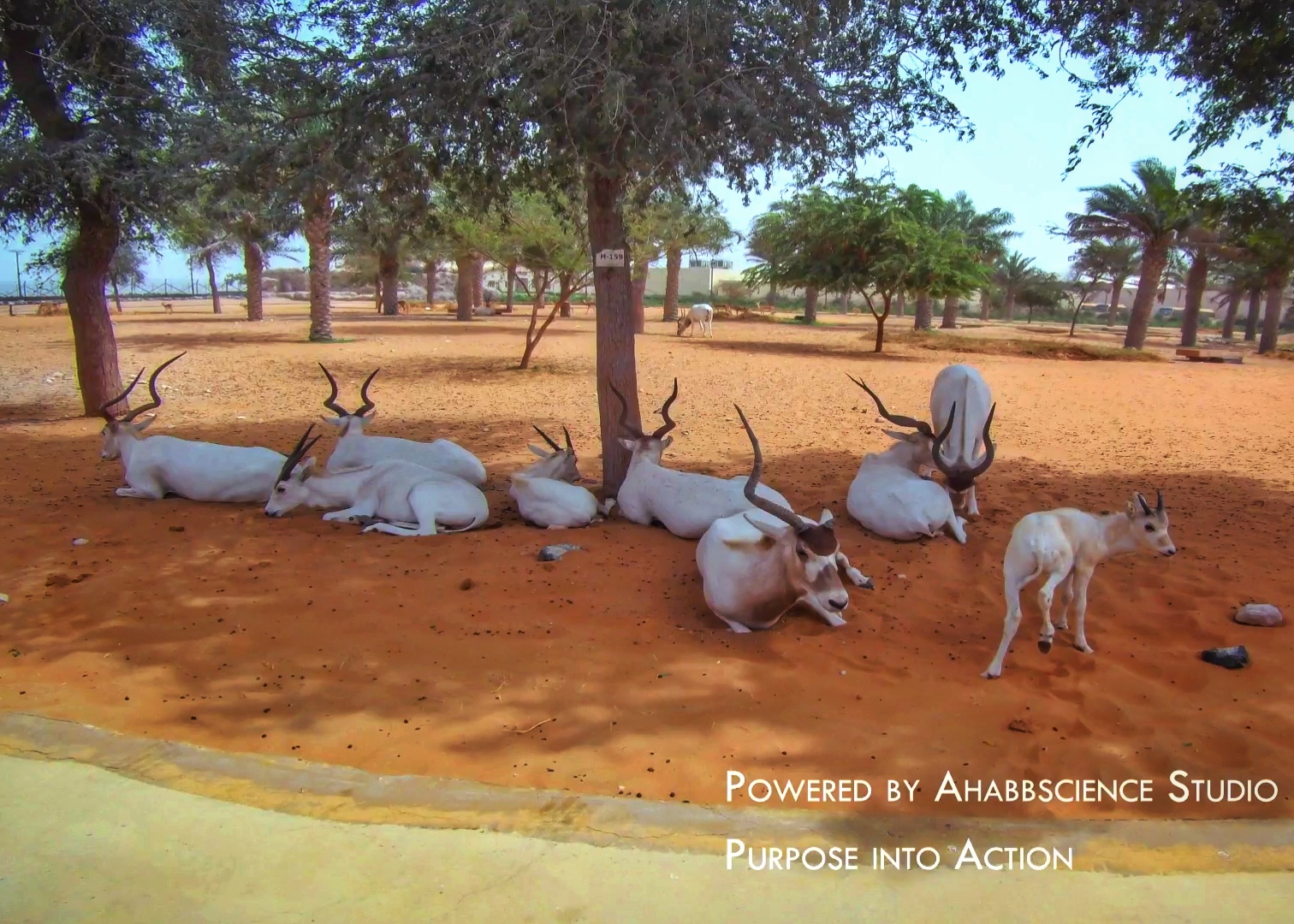
Linh dương đen Ấn Độ và oryx tại công viên Safari Dubai

Công viên có năm khu vực chính được đặt tên là làng Safari, làng Ả Rập, làng châu Á, làng châu Phi và làng Wadi.

### Làng Safari
Làng Safari là một khu vực mở, nơi du khách có thể đi bằng xe buýt và gặp gỡ gần hơn với các loài động vật.

### Làng Ả Rập
Trải dài trên 60.000 mét vuông, làng Ả Rập là nơi dành riêng để quan sát và tìm hiểu về các động vật hoang dã bản địa, như linh dương sừng thẳng Ả Rập và sói Ả Rập. Khu vực này được thiết kế chứa các ngọn núi, sa mạc, hoa và thực vật.

### Làng châu Á
Động vật từ châu Á là một phần của ngôi làng này, bao gồm rồng Komodo và voi Ấn Độ.

### Làng châu Phi
Ở đây có sư tử trắng và chó hoang châu Phi.

### Làng Wadi
Đây là khu vực để nghỉ ngơi, thư giãn.